# イプシランティの3人のキリスト
『イプシランティの3人のキリスト』（原題： The Three Christs of Ypsilanti ）とは、社会心理学者のミルトン・ロキーチが妄想型統合失調症患者に対して行った心理学的実験であり、その記録をもとにした研究書である。実験はミシガン州イプシランティの州立病院で2年にわたって行われ、1964年に本書が出版された。自分のことをキリストだと信じている3人の患者の相互作用が詳細に記録されている。
本書は2011年にニューヨーク・レビュー・ブックスの企画で再版された。

## 概要
ロキーチは、ハーパーズ・マガジン誌に掲載された2人の女性の記事からこの実験のアイデアを得た。彼女たちはどちらも自分のことを聖母マリアだと信じていた。2人はある精神病院でルームメイトとして同室を割り当てられたが、互いに会話を重ねた結果、そのうち1人が妄想から抜けだし、退院することができたという記事だった。
同じやり方を用いて妄想型の信念体系の研究をするために、ロキーチは当時ミシガン州に10人ほどいた、自分がキリストだと主張する精神障害者のうち3人―大学を中退した青年、農業を営む老人、粗暴な作家崩れ―を病院の1室に集めた。ロキーチの狙いは、自分をキリストと思い込む妄想の治療のみならず、複数の人間が自分と同じアイデンティティ（自己同一性）を主張するという「究極の矛盾」との対峙を患者たちの人格に迫ることでもあった。
3人のキリストは「2年間にわたって隣り合わせのベッドで眠り、同じテーブルで食事をとり、病院の洗濯室で似たような仕事を」させられた。またロキーチは、集団療法の一環として彼らが直接話し合う時間を持っただけでなく、青年の妻（これは青年の想像上の人物であった）からのメッセージをでっち上げてまで介入を行った。この実験は当時から地元紙に取りあげられていたため、ロキーチは記事を3人に読ませたが、彼らはそれが自分たちのことだとは気づかなかった。
3人の患者たちは誰が本当の聖者であるかを巡って口論し、殴り合いにまで至ることもあった。しかし、おおむねすぐに、自分以外の2人は精神を病んで入院している患者であったり、すでに死んでいて機械で操られている人間なのだとロキーチに説明するようになった。また彼らは自分がキリストであるかという話を互いに避けるようにもなった。
患者の妄想がいくらかでも軽減することを期待して行われた実験だったのだが、ロキーチが結局それを諦めたため、3人の患者は自分がキリストであるという信念を抱いたまま実験から解放された。

### 評価
ロキーチとともにこのプロジェクトに携わった大学院生たちは、この計画の倫理性に対してきわめて強い批判を行っている。彼は大量の不正と介入を行っており、また患者にも相当な精神的苦痛を強いることになったからである。『イプシランティの3人のキリスト』は1964年に出版されたが、ロキーチは自分の研究が操作的であり非倫理的だと考えるに至り、1984年版の後書きで謝罪の言葉を述べている。「例え科学の名においてだろうと、神のまねごとをしたり、日常生活へ夜昼なしに介入する権利が私にあるはずがない」。
また本書の最終改定版でロキーチは、この実験が3人のキリストたちをまったく治療できなかった一方、「患者がその信念を捨てるよう操作できるという、自分を神のごとき存在と考える私の妄想は治った」と述べている。

## 映画化
2017年に『3人のキリスト』（Three Christs）として映画化された。ジョン・アヴネット監督、リチャード・ギア主演。